# Wuhan San Zhen Zuqiu Julebu
Il Wuhan San Zhen Zuqiu Julebu (武汉三镇足球俱乐部S, Wǔhàn Sān Zhèn Zúqiú JùlèbùP), a volte tradotto come Wuhan Three Towns Football Club o più semplicemente Wuhan Three Towns, è una squadra di calcio cinese con sede a Wuhan. La squadra gioca le sue partite all'Hankou Cultural Sports Centre e milita nella Chinese Super League. La società è stata fondata nel 2013.

## Storia
Il club è stato fondato come Wuhan Shangwen il 20 aprile 2016 e si è concentrato principalmente sullo sviluppo dei giocatori giovanili. Nel 2018, il club ha iniziato a partecipare alla Wuhan Super League ed è arrivato secondo dietro all'Hubei Chufeng United. Hanno anche partecipato alla Chinese Champions League nel 2018, arrivando agli ottavi di finale prima di essere eliminati dal Nanchino Shaye. Classificandosi all'11º posto, il club è stato successivamente ammesso alla China League Two del 2019 per colmare il vuoto lasciato dalle squadre ritirate, appena dopo aver cambiato il proprio nome in Wuhan Three Towns nel gennaio 2019.
Dal 2020 il club inizia una scalata che lo porta a vincere i campionati di terza e seconda divisione, ritrovandosi così a disputare la massima serie nel 2022. Nella stagione di debutto in Super League la squadra si issa sin dalle prime giornate al comando della classifica; contenendo la rimonta dei campioni uscenti dello Shandong Taishan riesce a laurearsi campione di Cina stabilendo così il record di aver vinto tutte e tre le divisioni principali consecutivamente.

## Denominazione
- Dal 2013 al 2018: Wuhan Shangwen Zuqiu Julebu (武汉尚文足球俱乐部S; Chéngdū Xìngchéng Football Club)
- Dal 2019: Wuhan San Zhen Zuqiu Julebu (武汉三镇足球俱乐部S; Wuhan Three Towns Football Club)

## Rosa 2022-2023
| N. |                          | Ruolo | Calciatore     |
| -- | ------------------------ | ----- | -------------- |
| 1  | Cina (bandiera)          | P     | Wu Fei         |
| 2  | Cina (bandiera)          | D     | Xiong Fei      |
| 3  | Brasile (bandiera)       | D     | Wallace        |
| 4  | Taipei cinese (bandiera) | D     | Yaki Yen       |
| 6  | Cina (bandiera)          | A     | Duan Yunzi     |
| 7  | Brasile (bandiera)       | A     | Ademilson      |
| 8  | Cina (bandiera)          | C     | Deng Zhuoxiang |
| 10 | Cina (bandiera)          | C     | Sang Yifei     |
| 11 | Brasile (bandiera)       | C     | Davidson       |
| 12 | Cina (bandiera)          | C     | Zhang Xiaobin  |
| 16 | Cina (bandiera)          | D     | Yang Kuo       |
| 17 | Cina (bandiera)          | A     | Qu Cheng       |
| 18 | Cina (bandiera)          | D     | Liu Yiming     |
| 19 | Cina (bandiera)          | D     | Zhang Wentao   |
| 20 | Cina (bandiera)          | D     | Gao Zhunyi     |
| 21 | Cina (bandiera)          | C     | He Chao        |
| 22 | Cina (bandiera)          | P     | Liu Dianzuo    |
| 23 | Cina (bandiera)          | D     | Ren Hang       |
| 25 | Cina (bandiera)          | D     | Deng Hanwen    |
| 29 | Cina (bandiera)          | A     | Tao Qianglong  |

| N. |                  | Ruolo | Calciatore           |
| -- | ---------------- | ----- | -------------------- |
| 30 | Cina (bandiera)  | C     | Xie Pengfei          |
| 31 | Cina (bandiera)  | C     | Luo Senwen           |
| 32 | Cina (bandiera)  | D     | Lü Haidong           |
| 33 | Cina (bandiera)  | C     | He Tongshuai         |
| 34 | Cina (bandiera)  | P     | Wang Xiaofeng        |
| 35 | Cina (bandiera)  | C     | Yusup'Ali Wahaf      |
| 36 | Cina (bandiera)  | D     | Shewketjan Tayir     |
| 39 | Cina (bandiera)  | D     | Kejun Lin            |
| 40 | Cina (bandiera)  | C     | Zhang Hui            |
| 41 | Cina (bandiera)  | C     | Xiaoxi Xia           |
| 42 | Cina (bandiera)  | D     | Xiqing Ren           |
|    | Ghana (bandiera) | A     | Aziz                 |
|    | Cina (bandiera)  | A     | Liu Yiheng           |
|    | Cina (bandiera)  | D     | Mingyi Gao           |
|    | Cina (bandiera)  | P     | Guo Jiayu            |
|    | Cina (bandiera)  | D     | Xiao Weijie          |
|    | Cina (bandiera)  | C     | Abduhelil Osmanjan   |
|    | Cina (bandiera)  | C     | Li Mingfan           |
|    | Cina (bandiera)  | D     | Abdurahman Abdukiram |

## Palmarès

### Competizioni nazionali
- Chinese Super League: 1

2022
- China League One: 1

2021
- China League Two: 1

2020

### Altri piazzamenti
- Chinese Champions League:

Promozione: 2018